# Lupo Quiñónez
Lupo Cenen Quiñónez (Muisne, 12 februari 1957) is een voormalig Ecuadoraans profvoetballer, die speelde als aanvaller gedurende zijn carrière.

## Clubcarrière
Quiñónez kwam uit voor Club Sport Emelec, Manta Fútbol Club, Barcelona SC, Deportivo Quito en Club Deportivo Filanbanco. Bij die laatste club sloot hij in 1990 zijn loopbaan af. Hij maakte 115 goals in de Campeonato Ecuatoriano.

## Interlandcarrière
Quiñónez, bijgenaamd El Tanque de Muisne, speelde in totaal 27 interlands (drie doelpunten) voor Ecuador in de periode 1981-1987. Onder leiding van bondscoach Otto Vieira maakte hij zijn debuut op 14 februari 1981 in de vriendschappelijke thuiswedstrijd tegen Brazilië (0-6). Hij nam met zijn vaderland deel aan de strijd om de Copa América 1987.

## Erelijst
Club Sport Emelec
- Campeonato Ecuatoriano

1979
 Barcelona SC
- Campeonato Ecuatoriano

1985, 1987